# Breda A.7

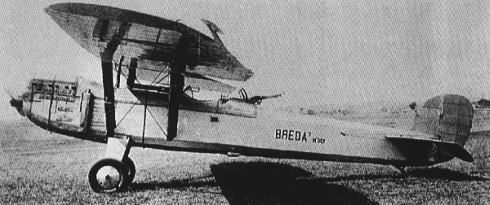
Vista laterale del Breda A.7 LD.

Il Breda A.7, citato anche come Breda A7, fu un aereo da ricognizione monomotore, monoplano ad ala alta a parasole sviluppato dalla divisione aeronautica dell'azienda italiana Società Italiana Ernesto Breda nei tardi anni venti.
Dall'A.7 verrà sviluppato una versione a lungo raggio, originariamente denominata A.7 Raid e successivamente A.16 (o Ba.16), ma proposto al Ministero dell'aeronautica non raccolse l'interesse del precedente modello rimanendo un unico prototipo.

## Storia del progetto
Nei tardi anni venti la Breda, prevedendo la necessità da parte della Regia Aeronautica di un rinnovo del proprio parco velivoli, decise di avviare lo sviluppo di un nuovo modello destinato al mercato dell'aviazione militare nel ruolo di aereo da ricognizione. L'impostazione del progetto, identificato dall'azienda con la sigla A.7, ricalcava le ultime tendenze delle aziende aeronautiche francesi che avevano abbandonato la configurazione alare biplana per una soluzione monoplana ad ala alta a parasole.
Vennero approntati due prototipi (n.c. 600-601) con cellula realizzata in tecnica mista, che abbinava la fusoliera, realizzata interamente in acciaio con ponticelli di irrigidimento dello stesso materiale su cui venivano chiodati i pannelli, ad un'ala realizzata con longheroni in legno, centine in duralluminio, e copertura in tela trattata ed equipaggiati con un motore Lorraine-Dietrich 12 Db di produzione nazionale, un 12 cilindri a V raffreddato a liquido di progettazione francese ma costruito su licenza dalla Isotta Fraschini. I due velivoli erano dotati di armamento difensivo basato su tre mitragliatrici, una Darne Mle 1933 calibro sincronizzata posizionata in caccia a disposizione del pilota sparante attraverso il disco dell'elica, una seconda Darne azionata dall'osservatore posizionata ventralmente sul fondo della fusoliera e sparante verso il basso ed una terza brandeggiabile, una Lewis, montata su supporto ad anello sul secondo abitacolo aperto. In seguito venne installato un motore Fiat A.22 ma l'abbinamento non fu giudicato soddisfacente.
A questi ne seguirono altri due (n.c. 602-603) che se ne discostavano per la tecnica costruttiva, ora interamente metallica, e la motorizzazione, sostituendo l'ala con una di costruzione metallica, che adottava longheroni in acciaio in sostituzione di quelli in legno, e di minore apertura passata dagli originali 16,54 m a 15,78 m, mentre la propulsione era affidata ad un motore Isotta Fraschini Asso 500. Anche l'armamento venne leggermente modificato con la rimozione della mitragliatrice ventrale.

## Tecnica
L'A.7 era un velivolo dall'aspetto moderno per il periodo.
La fusoliera era dotata di due abitacoli aperti in tandem, con l'anteriore per il pilota ed il posteriore riservato all'osservatore, quest'ultimo dotato di una mitragliatrice brandeggiabile da difesa. Posteriormente terminava in una coda dall'impennaggio tradizionale monoderiva ed i piani orizzontali controventati.
La configurazione alare era monoplana dotata di ala posizionata alta a parasole, collegata alla fusoliera da una coppia per lato di robuste aste di controvento, assieme a tiranti in filo d'acciaio, ed un castello centrale tubolare.
Il carrello d'atterraggio era del tipo biciclo fisso, con elementi anteriori indipendenti ai quali erano collegate le due ruote prive di carenature ed integrato posteriormente da un pattino d'appoggio posizionato sotto la coda. Nella versione idrovolante il carrello era sostituito da una serie di elementi tubolari che collegavano i due galleggianti alla parte inferiore della fusoliera.
La propulsione era affidata ad un singolo motore Isotta Fraschini Asso 500, un 12 cilindri a V raffreddato a liquido capace di esprimere una potenza pari a 500 CV (368 kW), posizionato sul naso del velivolo ed abbinato ad un'elica bipala in legno a passo fisso.
L'armamento era composto da una mitragliatrice Darne da 7,7 mm fissa in caccia, da una mitragliatrice Lewis da 7,7 mm brandeggiabile per l'osservatore e da tre spezzoniere installate nella fusoliera: due posizionate sotto al sedile del pilota e la terza, installabile al posto della macchina fotografica, dietro alla postazione dell'osservatore.

## Versioni

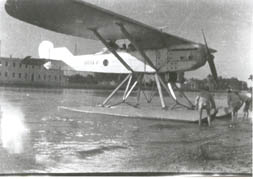
La versione A.7idro.

A.7 L.D.
prototipo, motorizzato con un Lorraine-Dietrich 12 Db da 400 CV (294 kW), realizzato in 2 esemplari nel 1926.
A.7
versione di produzione in serie, ricognitore biposto, motorizzato con un 12 cilindri a V Isotta Fraschini Asso 500 da 500 CV (368 kW), dotato di un nuovo radiatore ed impennaggio modificato, prodotto in 12 esemplari.
A.7idro
versione idrovolante a scarponi del 1928.
A.7 Raid
versione a lungo raggio motorizzata da un Isotta Fraschini Asso 500 AQ , dotato di un nuovo radiatore posizionato anteriormente nella cofanatura del motore e carrello d'atterraggio dalla maggior carreggiata. Successivamente ridesignato A.16 (o Ba.16) l'unità motrice venne sostituita con un radiale Bristol Jupiter VII e la fusoliera modificata per ricavare un terzo abitacolo aperto.

## Utilizzatori
Italia
- Regia Aeronautica

### Pubblicazioni
- Andrea Curami, Rassegna tecnica degli aerei da ricognizione 1926-1928 - Breda A 7 e derivati, in Aerofan, N° 2/81, Milano, Giorgio Apostolo Editore, aprile/giugno 1981,  pp. 6-7.